# بطولة دوري المنطقة الشرقية في السعودية
بطولة دوري المنطقة الشرقية هي بطولة على مستوى المنطقة الشرقية في المملكة العربية السعودية، شملت هذه البطولة أندية الإتفاق والقادسية والنهضة وبقية أندية المنطقة الشرقية،  ولا تشمل أندية المنطقة الوسطى والغربية والجنوبية والشمالية، حيث كان لكل منطقة دوري خاص فيها، ولا يعتبر دوري عام.

## نبذة
البطولة كانت عبارة عن تصفيات لكأس الملك، أقيمت أول بطولة عام 1966، في عام 1975م تم فرز الأندية بواسطة البطولة التصنيفية، تمهيداً لإنطلاق الدوري السعودية عام 1976م.